# Sarah Rose Summers
Sarah Rose Summers (4 de noviembre de 1994 en Omaha, Nebraska - Estados Unidos ) es una campeona estadounidense del concurso de belleza que se coronó Miss USA 2018. Como Miss USA, representó a los Estados Unidos en Miss Universo 2018. Anteriormente, Summers fue coronada Miss Nebraska Teen USA 2012 y Miss. Nebraska USA 2018, convirtiéndose en la primera mujer de Nebraska en ganar Miss USA.

## Vida y carrera

### Primeros años
Summers nació en Omaha, pero creció en Papillion en el área metropolitana de Omaha-Council Bluffs. Se graduó de Papillion-La Vista South High School, y luego obtuvo dos títulos cum laude de Texas Christian University en desarrollo infantil y comunicación estratégica, con una especialización en negocios. Summers trabajó como especialista certificado en vida infantil antes de convertirse en Miss USA. Ella es una hermana de la hermandad

### Concurso de belleza
En 2012, Summers comenzó su carrera después de ser coronada Miss Nebraska Teen USA 2012. Luego pasó a representar a Nebraska en Miss Teen USA 2012 en Atlantis Paradise Island en Nassau, Bahamas, pero no fue colocada. Al final de su reinado, coronó a Jasmine Fuelberth como su sucesora. Luego de una pausa, Summers regresó al boato y compitió en Miss Nebraska USA 2016, donde se ubicó como segunda finalista.
En 2018, Summers fue coronada Miss Nebraska USA 2018 por Fuelberth, quien fue el titular saliente. En Miss Nebraska USA 2018, Summers representó a Omaha. Después de ganar Miss Nebraska USA, Summers se ganó el derecho de representar a Nebraska en Miss USA 2018, celebrada en Hirsch Memorial Coliseum en Shreveport, Louisiana. Luego ganó la competencia, convirtiéndose en la primera mujer de Nebraska y la undécima exconcursante de Miss Teen USA en ganar Miss USA. Como Miss USA 2018, representó a los Estados Unidos en Miss Universo 2018 obteniendo un puesto en el Top 20.
| Predecesor: Kára McCullough Distrito de Columbia | Miss USA 2018               | Sucesor: Cheslie Kryst     |
| Predecesor: Jasmine Fuelberth                    | Miss Nebraska USA 2018      | Sucesor: Lex Najarian      |
| Predecesor: Madison Novak                        | Miss Nebraska Teen USA 2012 | Sucesor: Jasmine Fuelberth |

## Vida personal

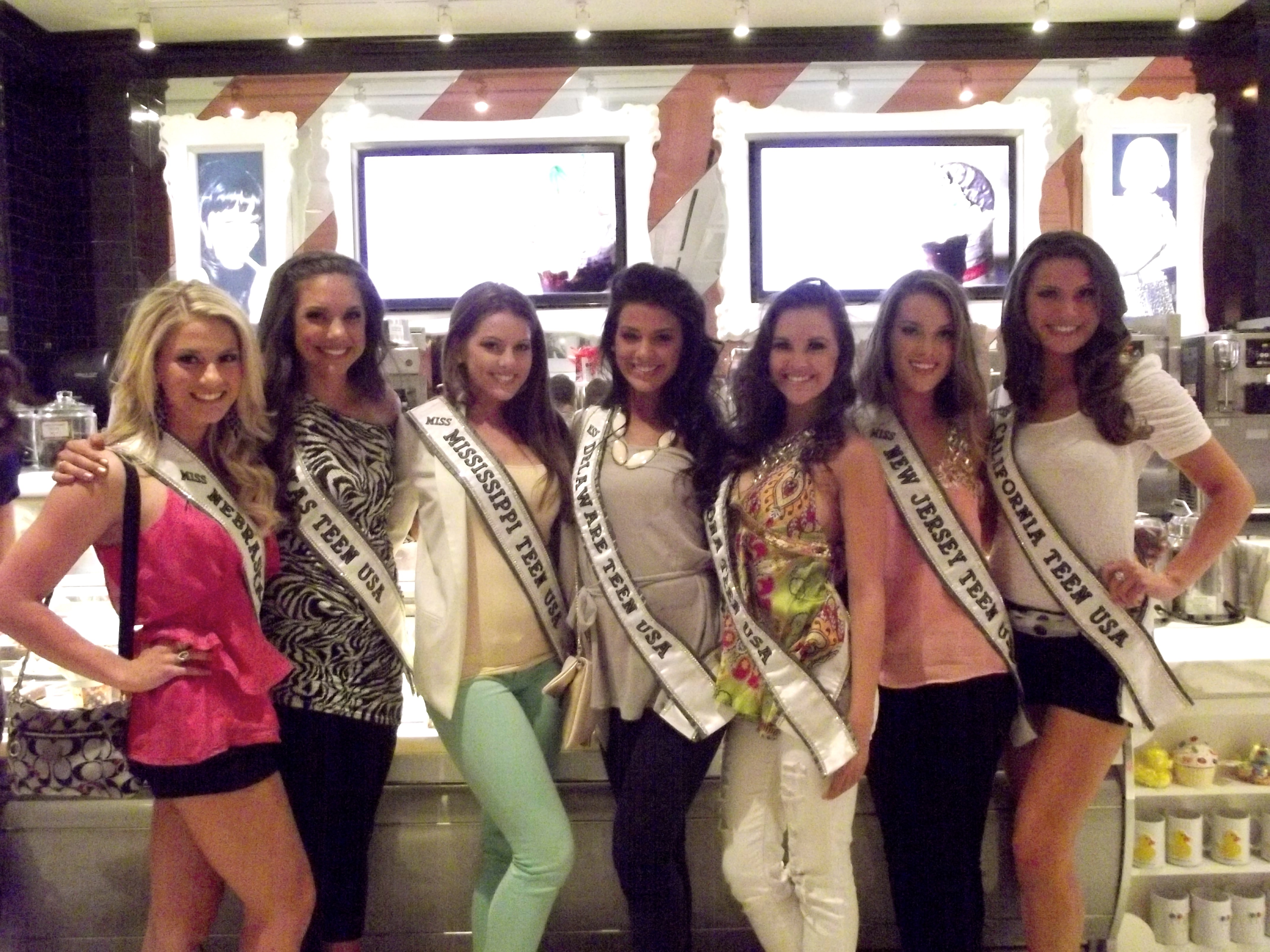
La iltre. Miss USA 2018 Sarah Rose Summers (isquierdat) fotografiada con otras Miss Teen USA 2012 contestants at the Miss USA 2012 pageant in Las Vegas, Nevada

Summers se comprometió con su novio de toda la vida, Conner Combs, en Bangkok el 17 de diciembre de 2018, un poco antes del certamen de Miss Universo 2018. Se casaron, el 20 de octubre de 2019 en Anthem (Arizona).